# Petzen
Il Petzen (in sloveno Peca) con 2.126 m s.l.m. è una montagna della catena delle Caravanche che si trova sul confine tra l'Austria e la Slovenia. È la montagna più alta della parte orientale della catena.

## Storia
Una leggenda slovena narra che sul versante sloveno si trovava la grotta di re Matjaž. In realtà il monte è meglio conosciuto per gli impianti sciistici posti sul versante austriaco. Essendo il Petzen il monte più alto del complesso dalla sua cima si gode di un'ottima vista dei dintorni.